# Dasydorylas filiformis
Dasydorylas filiformis är en tvåvingeart som beskrevs av Christian Kehlmaier 2005. Dasydorylas filiformis ingår i släktet Dasydorylas och familjen ögonflugor.
Artens utbredningsområde är Spanien. Inga underarter finns listade i Catalogue of Life.